# Chiesa di Ognissanti (Mantova)
La chiesa di Ognissanti è una chiesa di Mantova situata in corso Vittorio Emanuele.

## Storia
Alcuni storici attribuiscono a Matilde di Canossa la fondazione di Ognissanti intorno al 1080; la contessa l'avrebbe poi donata all'ordine benedettino del monastero del Polirone di San Benedetto Po, prima come ospizio e successivamente come chiesa con convento. Altri storici ascrivono la donazione a papa Adriano IV nel 1159. Come molti altri della città di Mantova, nel 1797 il monastero benedettino fu soppresso dalla nuova autorità francese. La chiesa proseguì la sua opera con parroco di nomina vescovile, non più designato dall'abate del monastero di Polirone.

## Descrizione e le opere d'arte
L'ultima trasformazione architettonica che ci restituì la chiesa di Ognissanti nella forma attuale, è degli anni dal 1752 ed il 1755. Terminata la costruzione del nuovo edificio, fu demolita l'antica chiesa che risultava perpendicolare all'attuale. Della stessa furono salvate dalla demolizione il campanile, la canonica e la Cappella dei Morti che rappresentano tracce di romanico in un edificio di chiara impronta barocca.

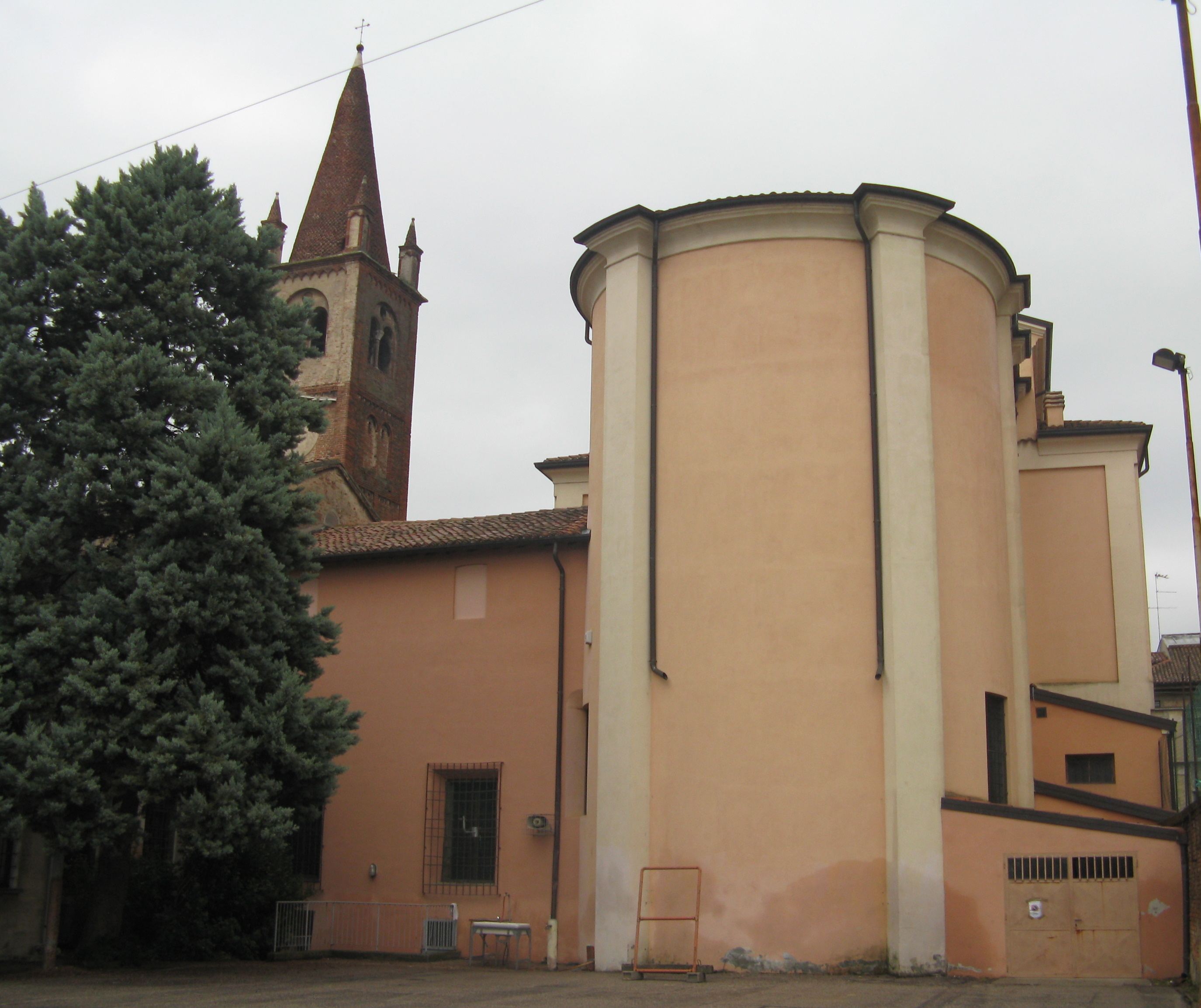
Campanile di Ognissanti

La chiesa è a unica navata con quattro altari laterali di stile neoclassico, senza cupola e una facciata leggermente curvilinea. L'interno in stile barocco contiene opere pittoriche di valore:
- San Benedetto e Santa Scolastica Circondati da Santi ed Angeli di Ippolito Andreasi, pala d'altare sulla parete absidale del presbiterio;
- La Presentazione del Battista, pala d'altare, di Ippolito Andreasi;
- Madonna col Bambino e Sant'Anna, pala d'altare, di Giuseppe Bazzani;
- San Mauro che Guarisce gli Infermi di Giovanni Cadioli;
- La Madonna Incoronata col Bambino fra San Benedetto e San Giovanni Battista che Presentano i Due Committenti, dipinto di Nicolò Solimani da Verona del 1463 all'interno della Cappella dei Morti.